# Górka Pabianicka
Górka Pabianicka (prononciation [ˈɡurka pabjaˈnit͡ska]) est un village de la gmina de Pabianice, du powiat de Pabianice, dans la voïvodie de Łódź, situé dans le centre de la Pologne.
Il se situe à environ 6 kilomètres au nord-ouest de Pabianice (siège de la gmina et du powiat) et 16 kilomètres au sud-ouest de Łódź (capitale de la voïvodie).

## Administration
De 1975 à 1998, le village était attaché administrativement à l'ancienne voïvodie de Łódź.

Depuis 1999, il fait partie de la nouvelle voïvodie de Łódź.

## Galerie
Quelques vues du village

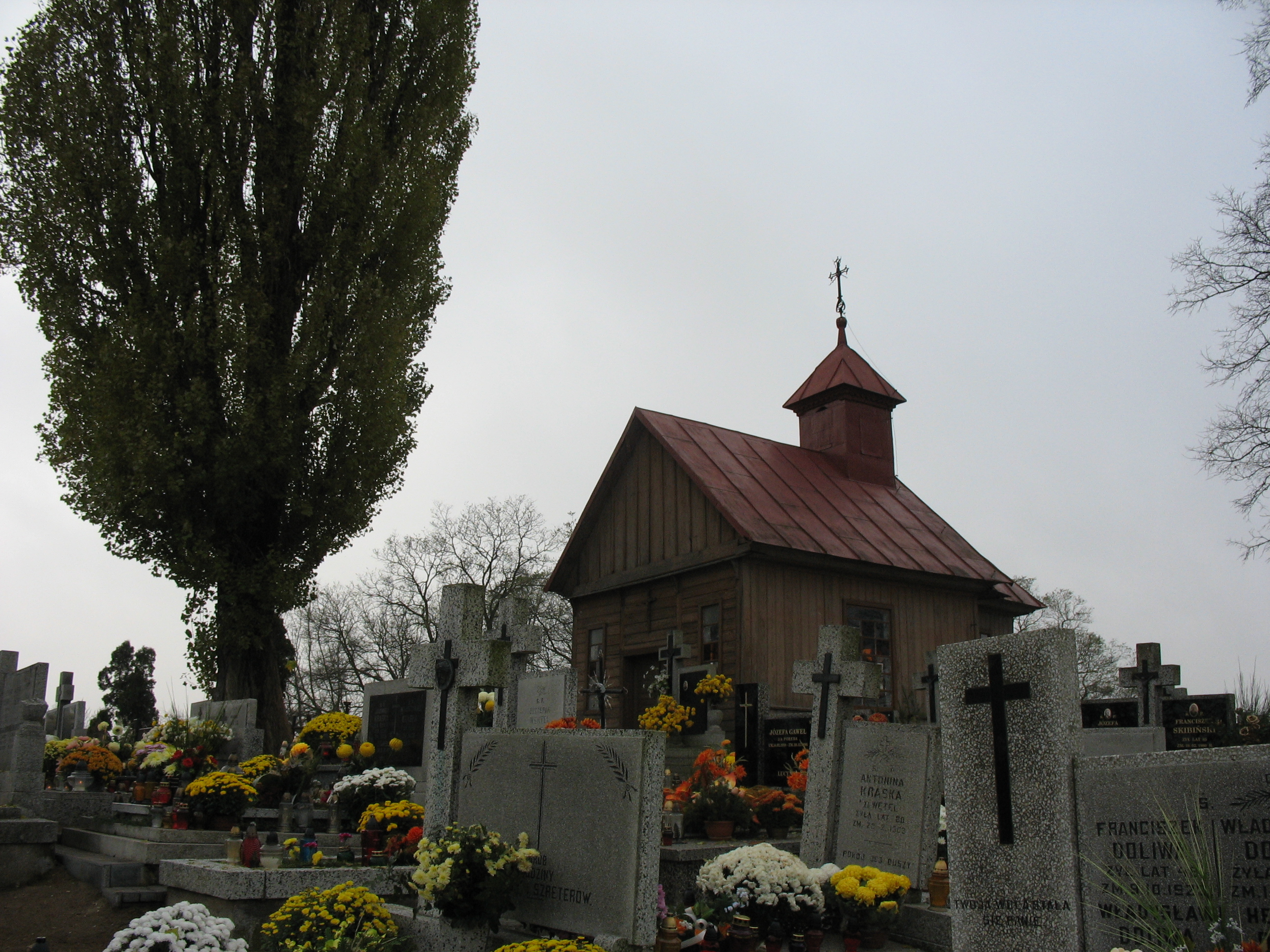
Cimetière
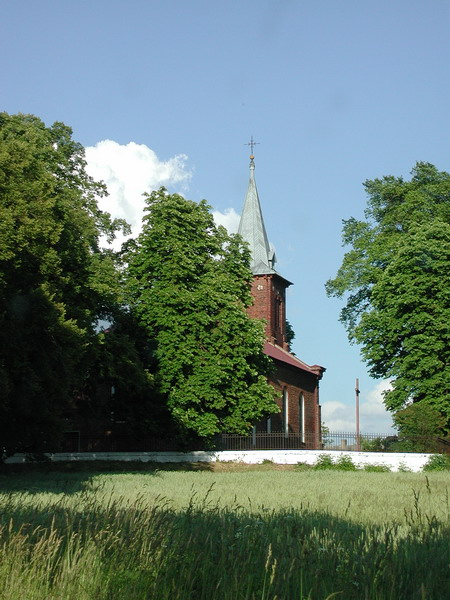
KEglise